# ココロに花
『ココロに花』（ココロにはな）は、関ジャニ∞の楽曲。2021年11月17日に10枚目のフル・アルバム『8BEAT』の収録曲としてINFINITY RECORDSから発売された。日本テレビ系シンドラ『サムライカアサン』の主題歌である。作詞・作曲はTOKIOの城島茂。

## 概要
- 本曲は、どこまでも前向きでそっと背中を押してくれる暖かくも力強いロックサウンドの楽曲となっている[2]。
- 本曲は、日本テレビ系シンドラ『サムライカアサン』の主題歌として書き下ろされた楽曲[3]。
  - 同ドラマで主演を務めるTOKIOの城島茂からの楽曲提供である[1]。
  - 城島が他アーティストへ楽曲提供を行うのは今回が初である[3]。
  - TOKIOのメンバーが関ジャニ∞に楽曲提供を行うのは、当時メンバーであった長瀬智也が作詞・作曲・編曲を担当した「ドヤ顔人生」[4]以来、約7年振り2回目となる。
  - 楽曲を提供した城島は、「TOKIO以外に今回曲を書いたのが初めてで、自分にとってはある意味貴重な体験となりました。レコーディング現場にも行かせて頂きましたが、関ジャニ∞のメンバーそれぞれが様々な楽曲を自分達のフィルターを通しすぐにモノにしてしまう、そんな彼らの表現力にはあらためて驚かされました。結果、蓋を開けたら関ジャニ∞っぽくなった」とコメントした[1]。
  - 更に、関ジャニ∞がロックバンドであるため、城島は「いつか彼ら自身でリアレンジした、安田くんのアコースティックギターで奏でるアンプラグドバージョンも聴いてみたいと個人的に思っています」と期待を寄せた[1]。
  - メンバーの丸山隆平は「ドラマの主演である城島くん自らが作詞作曲をして下さったという事で、世界観がとても温かく、力強いロックサウンドの楽曲になっています！ 城島くんともメールのやり取りをさせて頂いて、思い入れの強い曲になっています！」とコメントした[1]。
  - 自身の楽曲がメンバーの出演しないテレビドラマの主題歌として起用されるのは、2019年に放送された日本テレビ系土曜ドラマ『俺の話は長い』の主題歌「友よ」を担当[5]して以来約2年振りである。
  - 同ドラマ枠の作品に出演しないアーティストが主題歌を務めるのは今回が初である。
- 2021年9月19日、本曲の解禁に合わせ、本曲が使用されている前述のドラマの予告映像が公開された[1]。
- 同年11月17日、自身の10thアルバム『8BEAT』の収録曲として発売された[2]。

## クレジット
※本曲が収録されたアルバム『8BEAT』のクレジットより。

### 作詞・作曲・編曲
- 作詞・作曲：城島茂
- 編曲：KAM

### 参加ミュージシャン
- Drums：濵﨑大地
- E Bass：宮本將行
- E Guitar：Peach
- Trumpet：真砂陽地
- Trombone：半田信英
- Tenor Sax：大郷良知（乙三.）
- all other Instruments：KAM

## タイアップ
- 日本テレビ系シンドラ『サムライカアサン』主題歌[3]

## 楽曲提供者
- 城島茂（TOKIO）
  - 「ココロに花」(作詞・作曲)

## 収録作品

### アルバム
- 10thアルバム『8BEAT』

### 映像作品

#### ライブ映像
- 20thライブDVD/Blu-ray『KANJANI'S Re:LIVE 8BEAT』